# 孝昌县
孝昌县是中华人民共和国湖北省孝感市所辖的一个县。常住人口約49万人，縣人民政府駐花園鎮東洪花大道1號。

## 历史
南朝宋孝建元年（公元454年），因此地有董永、黄香、孟宗三大孝子，“孝子昌盛”，遂置县名“孝昌”。后唐庄宗同光二年（公元924年），李存勗因孝昌县名之“昌”字，犯了其祖父李國昌之名諱，為避諱，遂稱董永卖身葬父、黄香扇衾温被和孟宗哭竹生笋的故事「孝感動天」，改孝昌县为孝感县，是为“孝感”得名之始。
1993年4月10日，国务院批准（国函[1993]46号）：撤销孝感地区、县级孝感市，设立地级孝感市。孝感市设立孝南区、孝昌县。孝昌县辖原县级孝感市的花园、丰山、邹岗、白沙、周巷、小河、卫店、王店8个镇，陡山、花西、牌坊、季店、小悟5个乡，县人民政府驻花园镇。

## 人口
根據第七次人口普查數據，截至2020年11月1日零時，孝昌縣常住人口483367人。

## 行政区划
孝昌县下辖8个镇、4个乡、3个类似乡级单位：
花园镇、丰山镇、周巷镇、小河镇、王店镇、卫店镇、白沙镇、邹岗镇、小悟乡、季店乡、花西乡、陡山乡、孝昌经济开发区、观音湖生态文化旅游渡假区和双峰山旅游渡假区。

## 交通
- 107国道过境。